# Uusitaloia
Uusitaloia là một chi nhện trong họ Linyphiidae.